# Beauraing
Beauraing é uma cidade e um município da Bélgica localizado no distrito de Dinant, província de Namur, região da Valônia.

## As aparições de Nossa Senhora

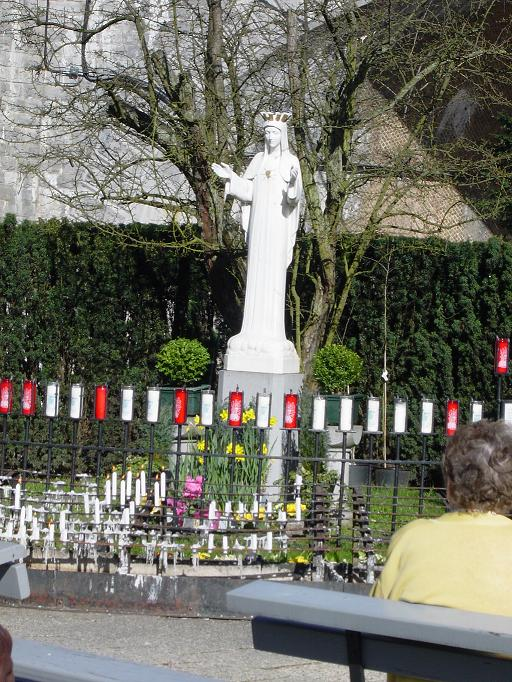
Estátua da Virgem do Coração de Ouro situada junto do Santuário das aparições de Beauraing.

Beauraing era, em 1932, uma pequena povoação da Bélgica que nem constava nos mapas. Situada na região das Ardenas, planalto caracterizado por grandes penhascos, desfiladeiros e rios caudalosos, distava cerca de dez quilómetros da fronteira com a França. No final desse mesmo ano, cinco crianças afirmaram receber a aparição da Santíssima Virgem Maria, quem ficou conhecida como "Virgem do Coração de Ouro". No ano seguinte, 1933, um adulto corroborou toda a história contada pelas crianças ao receber, também ele, uma aparição de Nossa Senhora e ao ser curado milagrosamente da sua doença.
O bispo local autorizou a devoção pública a Nossa Senhora de Beauraing no dia 2 de Fevereiro de 1943, durante o período da Segunda Guerra Mundial e da ocupação nazi que tanto fez sangrar o povo belga.
As aparições de Nossa Senhora em Beauraing foram plenamente aprovadas pelas entidades eclesiásticas no dia 2 de Julho de 1949. Posteriormente, o Santuário de Beauraing pôde contar com a visita do Papa João Paulo II.